# Magdalena Aebi
Magdalena Aebi (* 4. Februar 1898 in Burgdorf; † 12. September 1980 in Oberburg) war eine Schweizer Philosophin, die für ihre fundamentale Kritik an Immanuel Kant bekannt wurde.

## Leben
Aebi besuchte das Gymnasium in Burgdorf, wo sie 1919 die Matura erhielt. Sie studierte Altphilologie, Indogermanistik, Kunstgeschichte und Archäologie in Zürich und München. Im Anschluss daran studierte sie in Hamburg bei Albert Görland und Ernst Cassirer Philosophie, bis Cassirer 1933 aus Deutschland vertrieben wurde. Danach setzte sie ihr Studium in Zürich fort, u. a. bei Karl Dürr. Hauptgegenstand ihres Interesses war die Philosophie Kants, in dessen Kritik der reinen Vernunft sie seit 1929 einen grundlegenden Fehler entdeckt zu haben glaubte. Dürr wies sie auf die Schriften von Heinrich Scholz hin. Sie arbeitete sich darauf in die Werke der modernen Logik und der Tradition antikantianischer Philosophen wie Franz Brentano und Bernard Bolzano ein und schloss ihre Dissertation Beiträge zur Kritik der transzendentalen Logik Kants ab, mit der sie 1943 promoviert wurde. Nach dem Aufsehen, das das Erscheinen ihres Buches erregt hatte, arbeitete Aebi weiter an philosophischen Fragen, lehnte jedoch eine ihr angebotene Hochschulkarriere ab. Sie sorgte als Nachfolgerin von Anna Tumarkin als Kongressrednerin 1948 in Amsterdam, 1953 in Brüssel und 1968 in Wien dafür, dass weiterhin eine Schweizerin an den Internationalen Philosophietreffen teilnahm.
Sie veröffentlichte keine weiteren Bücher, setzte jedoch ihre Kritik an der deutschen Philosophie in Vorträgen und Aufsatzpublikationen fort. Ausserdem arbeitete sie zu Fragen der Werttheorie, der Wissenschafts- und Erkenntnistheorie. Ihr Entwurf einer natürlichen Systemtheorie ist aus einem Brief an Wolfgang Pauli bekannt, wurde aber ebenso wenig veröffentlicht wie eine Kritik an Hegels Logik.
Aebi wurde Vorstandsmitglied der Philosophischen Gesellschaft Zürich. Sie nahm häufig an den von Paul Bernays und Ferdinand Gonseth veranstalteten Seminaren für Geschichte und Wissenschaften an der ETH Zürich teil, verschonte aber auch Gonseth nicht mit ihrer scharfen logischen Kritik.

## Werk und Wirkung
Das 1947 erschienene Kant-Buch enthält neben dem im Umfang von 250 auf über 500 Seiten vermehrten Text der Dissertation zusätzlich eine hundertseitige Einleitung. Der Titel Kants Begründung der «Deutschen Philosophie». Kants transzendentale Logik, Kritik ihrer Begründung ist eine Anspielung auf Wilhelm Windelbands Lehrbuch der Geschichte der Philosophie. Der Hauptteil der Arbeit enthält eine grundlegende Kritik an der transzendentalen Deduktion der reinen Verstandesbegriffe in Kants erstem Hauptwerk. Darin versucht Aebi den Nachweis zu führen, dass der gesamte Text unklar, inkohärent und widersprüchlich sei. Als zentralen Fehler machte sie eine Quaternio terminorum aus, bei der im Mittelbegriff des Syllogismus zwei verschiedene Bedeutungen von transzendentaler Apperzeption auftreten. In der Einleitung führt sie aus, dass die gesamte nachkantische deutsche Philosophie bis hin zu Heidegger als Folge des durch Kant entstandenen Verfalls des logischen Denkens zu verstehen sei.
Das Erscheinen des Buches machte Aebi unter Philosophen und in der gebildeten Öffentlichkeit zu einer internationalen Berühmtheit. Es erschienen zahlreiche Rezensionen, sowohl in Feuilletons wie in Fachzeitschriften. Positiv urteilten (ihr oft persönlich bekannte) Logiker und Wissenschaftstheoretiker wie Heinrich Scholz, Evert Willem Beth, Max Bense, Herman Meyer und Paul Bernays. Dagegen wurde das Werk von deutschen und nicht-deutschen Kantianern gleichermassen abgelehnt, wobei der Umstand, dass «Fräulein Aebi» weiblich war, zu herablassenden (Julius Ebbinghaus) und betont ironischen (Jan van der Meulen) Auslassungen führte. Alle negativen Rezensenten bemühten sich um ausführliche Widerlegungen, vorgeworfen wurden ihr neben Missverständnissen auch die Vernachlässigung der gesamten neueren Kantliteratur (vor allem der Arbeiten von Klaus Reich und Herbert James Paton). Gerhard Lehmann entgegnete Aebi, es sei unsinnig, Kant Denkfehler nachweisen zu wollen, da Philosophie in erster Linie Sinnerhellung sei.
Die Kant-Forschung hat Aebi kaum beeinflusst, da die Deutung der transzendentalen Deduktion durch die Dissertation von Friedrich Tenbruck schon 1944 den Weg zur Diskussion um die «Beweisstruktur» eingeschlagen hat, der die Kant-Forschung in der zweiten Hälfte des 20. Jahrhunderts beschäftigte. Aber noch Dieter Henrich kam im Zusammenhang seiner bahnbrechenden Abhandlung Identität und Objektivität auf Magdalena Aebi zurück. Als sachlicher Ertrag der Debatte gilt in der Kant-Forschung Ebbinghaus’ Erklärung von Kants Theorie der Wahrnehmungsurteile in seinem Aufsatz Magdalena Aebi und Immanuel Kant, durch den auch der Name Aebis verewigt wurde. Dagegen berufen sich einige Logiker nach wie vor auf Aebi, wenn sie die Haltlosigkeit von Kants Unternehmen behaupten. Auf diesen Umstand ist auch die Neuveröffentlichung von Aebis Buch durch Albert Menne im Jahr 1982 zurückzuführen.

## Schriften
- Beiträge zur Kritik der transzendentalen Logik Kants. Dissertation, Universität Zürich 1938. Verlag für Recht und Gesellschaft, Basel 1945 (247 Seiten).
- Kants Begründung der «Deutschen Philosophie». Kants transzendentale Logik, Kritik ihrer Begründung. Verlag für Recht und Gesellschaft, Basel 1947 (xix, 107, 525 Seiten). Nachdruck Hildesheim 1984 mit einem Vorwort von Albert Menne.

Aebis Nachlass liegt in der Zentralbibliothek Zürich.